# Sébastien Flute
Sébastien Flute (Brest, 25 de marzo de 1972) es un deportista francés que compitió en tiro con arco, en la modalidad de arco recurvo.
Participó en tres Juegos Olímpicos de Verano, entre los años 1992 y 2000, obteniendo una medalla de oro en Barcelona 1992, en la prueba individual.
Ganó una medalla de oro en el Campeonato Mundial de Tiro con Arco al Aire Libre de 1993, cuatro medallas en el Campeonato Mundial de Tiro con Arco en Sala entre los años 1991 y 1997, y siete medallas en el Campeonato Europeo de Tiro con Arco al Aire Libre entre los años 1992 y 2000

## Palmarés internacional
| Juegos Olímpicos                 | Juegos Olímpicos          | Juegos Olímpicos  | Juegos Olímpicos |
| Año                              | Lugar                     | Medalla           | Prueba           |
| -------------------------------- | ------------------------- | ----------------- | ---------------- |
| 1992                             | Barcelona (España)        | Medalla de oro    | Individual       |
| Campeonato Mundial al Aire Libre |                           |                   |                  |
| Año                              | Lugar                     | Medalla           | Prueba           |
| 1993                             | Antalya (Turquía)         | Medalla de oro    | Equipo           |
| Campeonato Mundial en Sala       |                           |                   |                  |
| Año                              | Lugar                     | Medalla           | Prueba           |
| 1991                             | Oulu (Finlandia)          | Medalla de oro    | Individual       |
| 1995                             | Birmingham (Reino Unido)  | Medalla de plata  | Individual       |
| 1995                             | Birmingham (Reino Unido)  | Medalla de plata  | Equipo           |
| 1997                             | Estambul (Turquía)        | Medalla de bronce | Individual       |
| Campeonato Europeo al Aire Libre |                           |                   |                  |
| Año                              | Lugar                     | Medalla           | Prueba           |
| 1992                             | La Valeta (Malta)         | Medalla de oro    | Individual       |
| 1992                             | La Valeta (Malta)         | Medalla de plata  | Equipo           |
| 1994                             | Nymburk (República Checa) | Medalla de plata  | Individual       |
| 1994                             | Nymburk (República Checa) | Medalla de bronce | Equipo           |
| 1996                             | Kranjska Gora (Eslovenia) | Medalla de bronce | Equipo           |
| 1998                             | Boé/Agen (Francia)        | Medalla de bronce | Equipo           |
| 2000                             | Antalya (Turquía)         | Medalla de bronce | Equipo           |